# Борглон
Борглон (нидерл. Borgloon, фр. Looz) — город и коммуна, расположенные в Бельгийской провинции Лимбург. На 1 января 2006 г. население Борглона составляло 10 152 человека. Общая площадь — 51,12 км², при этом плотность населения составляет 199 человек на км². Ранее на этом месте в пределах современной Бельгии находилось Графство Лоон. В настоящее время Борглон является туристическим городом.
Коммуна включает следующие 13 административных единиц: Bommershoven, Borgloon proper, Broekom, Gors-Opleeuw, Gotem, Groot-Loon, Hendrieken, Hoepertingen, Jesseren, Kerniel, Kuttekoven, Rijkel и Voort.

## Достопримечательности
- Городская Ратуша
- Церковь святого Одульфа (Sint-Odulfuskerk)
- Капелла Хелсховен (Kapel van Helshoven)
- Замок Руллинген (Kasteel van Rullingen)
- Церковь святого Серватия в Грот-Лооне (Sint-Servatiuskerk)
- Аббатство Мариенлоф (Abdij Mariënlof)